# 国务院烟花爆竹安全监管部际联席会议
国务院烟花爆竹安全监管部际联席会议是中华人民共和国国务院的议事协调机构。

## 历史
2011年5月3日《国务院关于同意建立烟花爆竹安全监管部际联席会议制度的批复》(国函〔2011〕50号)批复同意建立由安全监管总局牵头的烟花爆竹安全监管部际联席会议制度。在国务院领导下，严格执行国家有关烟花爆竹安全生产的法律法规及方针政策；掌握全国烟花爆竹安全生产情况，定期分析、通报烟花爆竹安全生产形势，研究、指导烟花爆竹安全监管工作，提出有关政策建议；审议各有关部门提出的加强烟花爆竹安全监管的建议，研究协调解决烟花爆竹安全监管工作的重要事项；组织开展部门联合执法、专项整治和督查。联席会议办公室设在安全监管总局，承担联席会议的日常工作，落实联席会议议定事项。 　　　　　　　　　　　　　　　　　　　　　　　　　　　  　 

## 成员单位
- 召集人：孙华山    安全监管总局副局长
- 成员：
  - 黄明    公安部副部长
  - 魏传忠    质检总局副局长
  - 刘玉亭    工商总局副局长
  - 徐祖远    交通运输部副部长
  - 鲁培军    海关总署副署长
  - 朱宏任    工业和信息化部总工程师